# World Professional Match-play Championship
O Campeonato Mundial Profissional Match-play ou World Professional Match-play Championship foi um torneio profissional de snooker criado em 1952 como uma alternativa ao Campeonato Mundial de Snooker (do original: World Snooker Championship) profissional por alguns dos jogadores profissionais, após um desentendimento com a Associação de Bilhar e Conselho de Controle (do original: Billiards Association and Control Council – BACC), o órgão regulador do esporte. Fred Davis venceu as cinco primeiras edições do torneio, mas não participou em 1957, quando John Pulman venceu. Depois disso, o evento foi interrompido devido ao declínio da popularidade do snooker.
Um torneio com o mesmo nome foi realizado em 1976. Eddie Charlton promoveu o evento em Melbourne com a aprovação da Associação Mundial de Bilhar e Snooker Profissional (do original: World Professional Billiards and Snooker Association – WPBSA). Charlton derrotou Ray Reardon por 31–24 na final. Os eventos de 1952 a 1957 são agora reconhecidos como edições dos campeonatos mundiais, mas o de 1976 não é.

## Antecedentes e torneios dos anos de 1950
O snooker foi desenvolvido no final do século 19 por soldados do exército britânico que estava atuando na Índia Britânica. O jogador profissional de bilhar inglês e dono de salão de bilhar Joe Davis notou a crescente popularidade do snooker em comparação com o bilhar na década de 1920 e, junto com um fabricante de equipamentos de bilhar de Birmingham, Bill Camkin, persuadiu a Associação de Bilhar e Conselho de Controle (do original: Billiards Association and Control Council – BACC ou BA&CC) a reconhecer oficialmente um campeonato profissional de snooker na temporada de 1926–27. Em 1927, a final do primeiro campeonato profissional de snooker foi realizada no Camkin's Hall; Davis venceu o torneio derrotando Tom Dennis na final. A competição anual não foi intitulada Campeonato Mundial (do original: World Championship) até 1935, no entanto, o torneio de 1927 é agora referido como o primeiro Campeonato Mundial de Snooker.
Em 1952, o Campeonato Mundial Profissional Match-play (do original: World Professional Match-play Championship) foi criado após uma dissidência entre a Associação de Jogadores Profissionais de Bilhar (do original: Professional Billiards Players' Association – PBPA) e a BACC. Em resposta às reclamações dos jogadores de que a BACC estava obtendo uma porcentagem muito grande da receita do torneio, a BACC afirmou que o campeonato "sempre foi e, em teoria, deve ser considerado uma questão de honra e uma prova de mérito", e que "todos os esforços são feitos para estabelecer condições vantajosas para os profissionais que disputam o campeonato, compatíveis com a obtenção de um retorno equitativo para os promotores do mesmo, a B.A.& C.C." Os membros da PBPA estabeleceram uma competição alternativa que ficou conhecido como Campeonato Mundial Profissional Match-play, e que foi aceito pela maioria dos seguidores do snooker como a verdadeira competição pelo título mundial. As edições do World Professional Match-play Championship são agora reconhecidas como campeonatos mundiais oficiais.
Apenas dois dos principais jogadores profissionais, Horace Lindrum e Clark McConachy, se recusaram a ingressar na PBPA e foram os únicos dois participantes do Campeonato Mundial de Snooker de 1952 da BACC. Lindrum venceu a partida e, portanto, o título, por 94–49 após dead frames ["frames mortos"; frames após jogo já decidido]. Os outros profissionais da época, com exceção de Joe Davis, que havia se aposentado das competições pelo título mundial, entraram no Campeonato Mundial Profissional Match-play de 1952 da PBPA. Houve dez participantes, e os dois finalistas do Campeonato Mundial de Snooker de 1951, Fred Davis e Walter Donaldson, entraram diretamente na fase semifinal. Os oito competidores restantes jogaram duas rodadas para determinar os outros dois semifinalistas. Davis venceu a final contra Donaldson, terminando o último dia em 38–35 depois de alcançar uma margem vencedora em 37–30.
Na segunda edição, em 1953, Davis e Donaldson foram novamente os finalistas, e empataram em 33–33 na final, antes de Davis vencer por 37–34. A dupla também se enfrentou na final de 1954, que Davis venceu por 45–26. Mesmo antes de perder a partida, Donaldson declarou que não voltaria a disputar o campeonato, dizendo que não poderia dedicar tempo suficiente aos treinos que considerava necessários.
Davis manteve o título em 1955, assumindo a vantagem decisiva de 37–34 contra John Pulman na final, e 38–35 depois que os frames restantes foram jogados. Houve apenas quatro inscrições para o Campeonato Mundial Profissional Match-play de 1956, Pulman liderou por 31–29 no penúltimo dia da final no melhor de 73 frames, mas Davis venceu cinco dos seis frames na sessão da tarde para liderar por 34–32 e acrescentou três dos quatro primeiros frames da sessão noite para alcançar uma margem de vitória em 37–33. Depois dos dead frames, o placar final foi 38–35.
Tendo vencido as cinco primeiras edições do World Professional Match-play Championship, Davis não participou em 1957, que novamente atraiu apenas quatro competidores. O torneio de 1957 foi realizado em Jersey e foi vencido por Pulman, que derrotou Jackie Rea por 39–34 na final. A única cobertura significativa do torneio pela imprensa foi no Jersey Evening Post. Depois disso, o evento foi interrompido devido ao declínio da popularidade do snooker. Não houve novos jogadores que se tornaram profissionais entre Rex Williams em 1951 e John Spencer em 1967. Os eventos de 1952 a 1957 são considerados campeonatos mundiais pela World Snooker, mas eventos posteriores com títulos semelhantes não o são.

## World Professional Match-play Championship de 1976
A BACC anunciou em setembro de 1969 que "A BA&CC e a PBPA chegaram a um acordo sobre o procedimento para se tornar profissional e outros eventos regidos pela BA&CC". No entanto, após uma disputa sobre os termos de uma partida de desafio para o Campeonato Mundial de Bilhar Profissional (do original: World Professional Billiards Championship), a PBPA se dissociou da BACC em 1º de outubro de 1970 e foi renomeada para Associação Mundial de Bilhar e Snooker Profissional (do original: World Professional Billiards and Snooker Association — WPBSA) em 12 de dezembro de 1970.:45 O World Professional Match-play Championship de 1976 foi promovido pelo jogador profissional Eddie Charlton em Melbourne, com a aprovação da WPBSA. Charlton derrotou Ray Reardon por 31–24 na final.
A WPBSA recusou-se a sancionar um evento semelhante em 1977, mas em abril de 1978 concordou com um evento a ser disputado na Austrália em março de 1979. Mike Watterson, o promotor do Campeonato Mundial, expressou desaprovação pelo evento, pois houve confusão sobre qual seria o autêntico campeonato mundial. Charlton não conseguiu encontrar um patrocinador e o evento foi cancelado. Charlton fez outra tentativa de organizar o evento em janeiro de 1981, mas novamente falhou devido à falta de um patrocinador.

## Eventos com nomes semelhantes
Em julho de 1968, Williams e Charlton jogaram uma partida, sancionada pela BACC, anunciada como World Open Match Play Snooker Championship. Foi um desafio de Charlton pelo título do World Open Snooker Championship conquistado em 1967 por Williams.
Em 1988, Barry Hearn promoveu um torneio por convite, chamado World Matchplay, para os doze melhores jogadores do ranking provisório. Foi realizado no Reino Unido anualmente até 1992, e o evento de 1988 foi o primeiro torneio de snooker a oferecer um prêmio de seis dígitos ao vencedor, 100 mil libras esterlinas.

## Finais
| Ano                                                             | Campeão        | Vice-campeão     | Placar final | Ref.          |
| World Professional Match-play Championship (Campeonato Mundial) |                |                  |              |               |
| 1952                                                            | Fred Davis     | Walter Donaldson | 38–35        | [ 21 ]        |
| 1953                                                            | Fred Davis     | Walter Donaldson | 37–34        | [ 21 ]        |
| 1954                                                            | Fred Davis     | Walter Donaldson | 45–26        | [ 21 ] [ 40 ] |
| 1955                                                            | Fred Davis     | John Pulman      | 38–35        | [ 21 ]        |
| 1956                                                            | Fred Davis     | John Pulman      | 38–35        | [ 21 ]        |
| 1957                                                            | John Pulman    | Jackie Rea       | 39–34        | [ 21 ]        |
| World Professional Match-play Championship                      |                |                  |              |               |
| 1976                                                            | Eddie Charlton | Ray Reardon      | 31–24        | [ 41 ]        |